# Goudgeri, Kundgol
Goudgeri là một làng thuộc tehsil Kundgol, huyện Dharwad, bang Karnataka, Ấn Độ.